# Nissan Trade

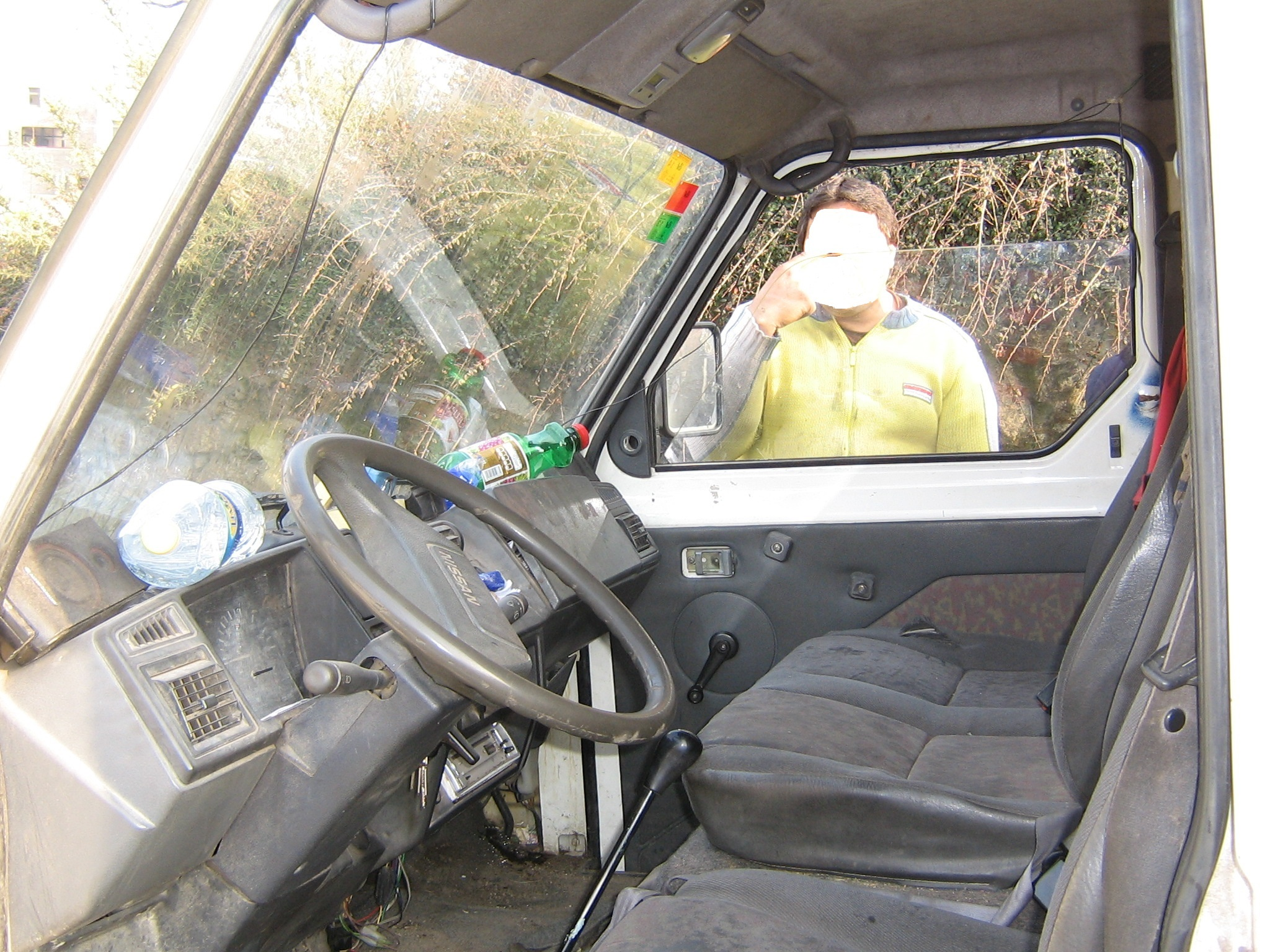
Interior de una furgoneta Nissan Trade.

El Nissan Trade es un vehículo comercial ligero producido en España entre 1986 y 2001 por Nissan Motor Ibérica S.A., la filial española del fabricante japonés Nissan. El Trade se vendía en versiones furgoneta y chasis-cabina; los vehículos chasis-cabina fueron producidos hasta 1998, mientras que las furgonetas se fabricaron hasta 2001.
El Nissan Trade se lanzó al mercado como una versión renovada de los Ebro serie F / Trade, después de que Nissan completase la adquisición del fabricante español Ebro. Estos vehículos —cuya producción se inició en 1976— también habían sido vendidos por la marca española Avia, con los nombres Avia 1000, Avia 1250 y Avia 2000.

## Historia
En 1976 los fabricantes españoles Ebro y Avia (este último absorbido por Ebro) lanzaron al mercado un nuevo vehículo comercial que llevaba siendo diseñado por Aeronáutica Industrial S.A. (AISA) desde 1973, para reemplazar a los obsoletos Ebro F100 y F108. Avia vendió el modelo con las denominaciones 1000, 1250 y 2000, mientras que Ebro utilizó los nombres F260, F275, F350 y, posteriormente, Trade (un nombre inglés que significa «comercio»). Todas estas versiones de Ebro y Avia tenían muy pocas diferencias estéticas y eran propulsadas por motores Perkins diésel.
En 1979 Nissan compró una parte de Motor Ibérica, y más tarde, en 1986, completó la adquisición y tomó el control de la empresa. Tras la compra del fabricante por parte de Nissan, las furgonetas y vehículos chasis-cabina Ebro / Avia continuaron en producción bajo la marca japonesa, siendo reestilizados y vendidos con el nombre Nissan Trade. Los motores Perkins fueron todos sustituidos por los del fabricante nipón.
En 1989 y 1991 el modelo recibió nuevos cambios estéticos; los últimos fueron realizados por el diseñador Francisco Podadera. Los últimos cambios incluyeron también un nuevo salpicadero, volante y espejos retrovisores, entre otros detalles.
En 1992 se llegaron a fabricar 21 000 unidades del Trade, y partir de 1993 fue producido para el mercado alemán.
En 1997 fue revisada la gama de motores para adaptarse a la reglamentación de emisiones Euro II, siendo aumentada la potencia, y también se realizaron algunas mejoras en el equipamiento; el aislamiento de la cabina fue mejorado añadiendo un mamparo de insonorización, y se realizó también una mejora del aislamiento del motor.
En 2001 salió de la fábrica la última unidad del Nissan Trade, poniendo fin a una producción que duró casi 25 años.

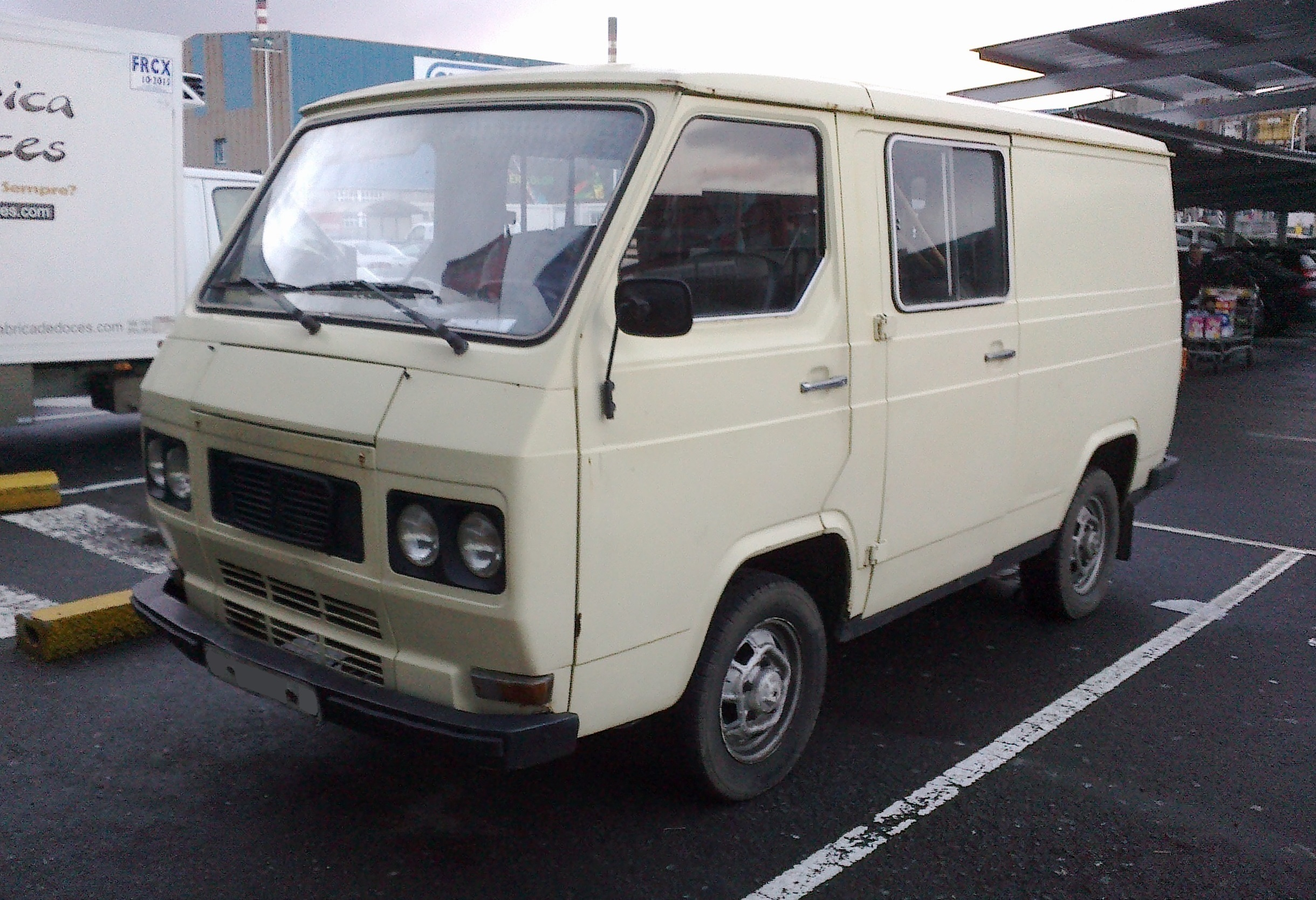
Una furgoneta Avia de la primera serie, fabricada en 1980.
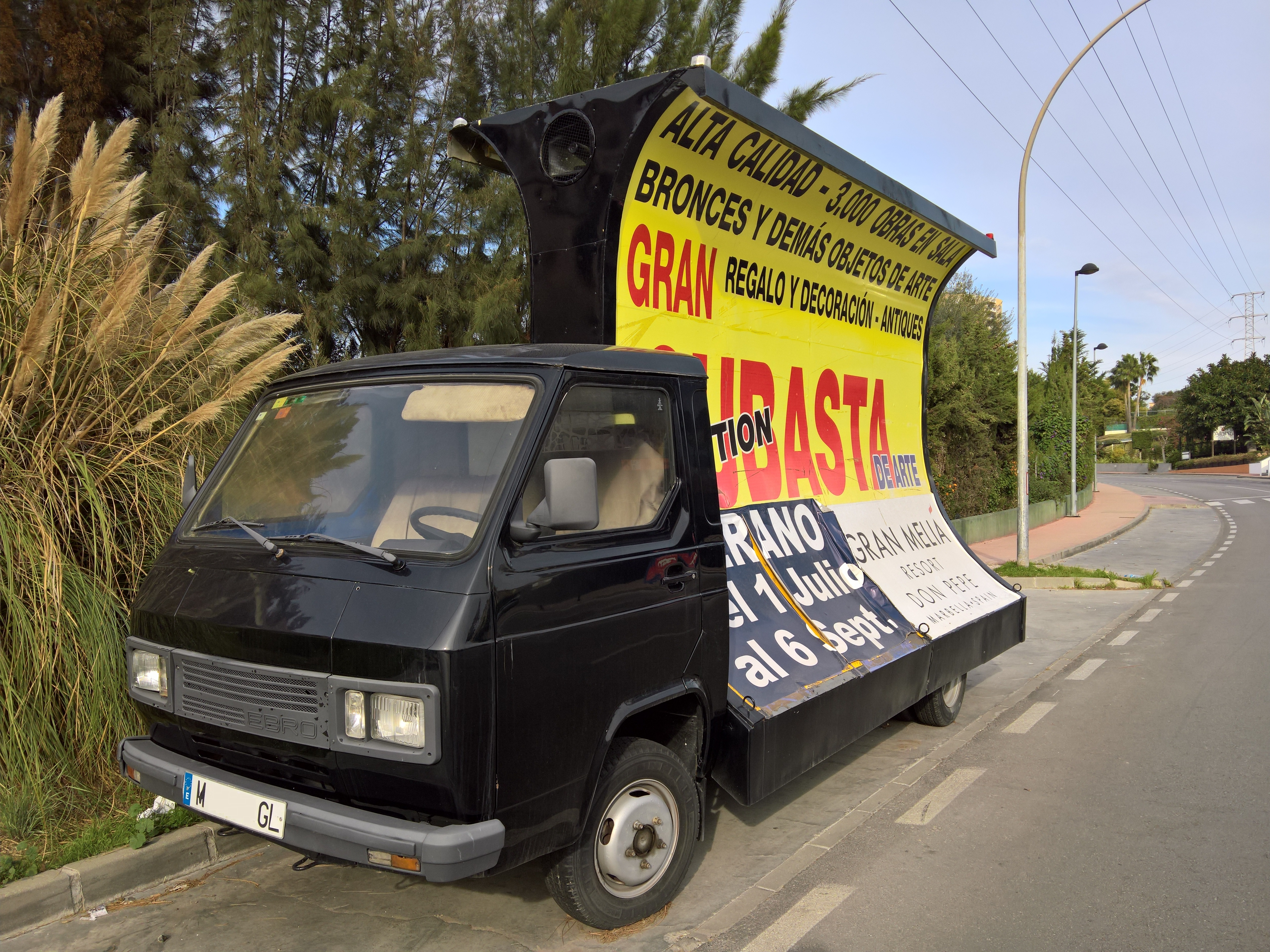
Ebro serie F de 1985 (segunda fase del modelo).

## Versiones
Mientras fue comercializado por Ebro y Avia, el modelo equipaba un motor Perkins 4.108 en sus versiones más ligeras y el Perkins 4.165 para las de mayor capacidad. Las versiones con menor capacidad de carga tenían tracción delantera, mientras que las preparadas para un transporte más pesado disponían de tracción trasera.
El Nissan Trade se ofrecía con dos configuraciones de carrocería: furgoneta y chasis-cabina para carrozar. Las versiones furgoneta estaban disponibles con hasta nueve plazas (Trade Combi), y también se vendía una versión más larga y alta denominada «Trade Largo». En cuanto a la versión chasis-cabina, estaba disponible con cabina simple de tres plazas o doble de seis plazas.
Existió además la versión Trade Van, que tenía un equipamiento aún más sencillo y disponía de puertas laterales de hoja batiente, en lugar de puerta corredera. 
En Colombia el chasis del Trade era utilizado para fabricar microbuses, y para Egipto fue diseñada una versión Combi 15 que era usada como microbús turístico.
Debido a su diseño y equipamiento obsoletos (sin bolsas de aire y sin ABS en los años 90), el Trade no fue muy popular en algunos países europeos. Era un vehículo que, debido a su veteranía, no ofrecía un gran confort como el de modelos de los años 90 como la Renault Kangoo o la segunda generación del Renault Master, ni un gran número de equipos de serie u opcionales. Sin embargo, estaba disponible como opción la dirección asistida y era un vehículo mecánicamente fiable.  
A partir de 1993 estuvo disponible una versión con un motor turbodiésel de 2,8 litros y 86 CV de potencia. 
En 1995 se lanzó una versión con un motor de 3,0 litros turbodiésel con inyección directa, intercooler y 106 CV proveniente del Nissan Patrol.
En 1997 se lanzó una versión propulsada por un motor turbodiésel de 2,5 litros con inyección directa y 75 CV.
En 1998 finalizó la producción y venta de las versiones chasis-cabina, siendo reemplazadas por los camiones ligeros Nissan Cabstar. Las versiones furgoneta, sin embargo, se mantuvieron en producción hasta el año 2001, siendo sustituidas por las Nissan Interstar.

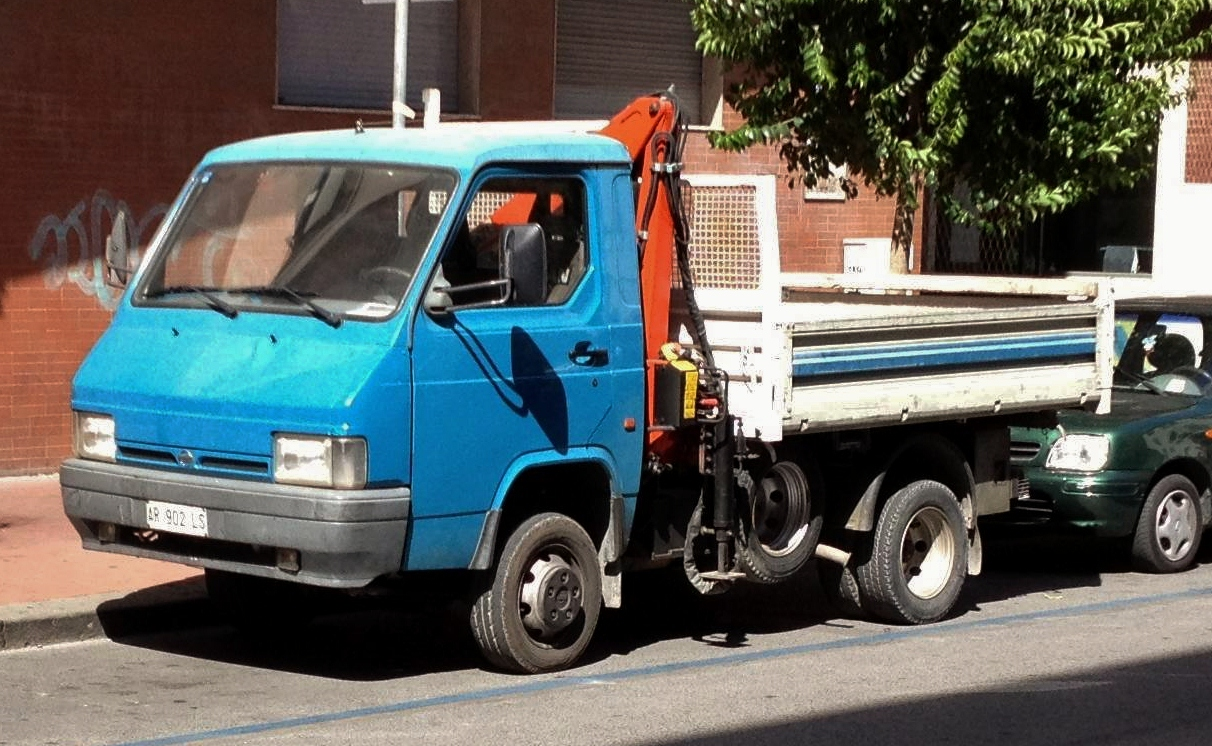
Nissan Trade chasis-cabina, con grúa y caja abierta.
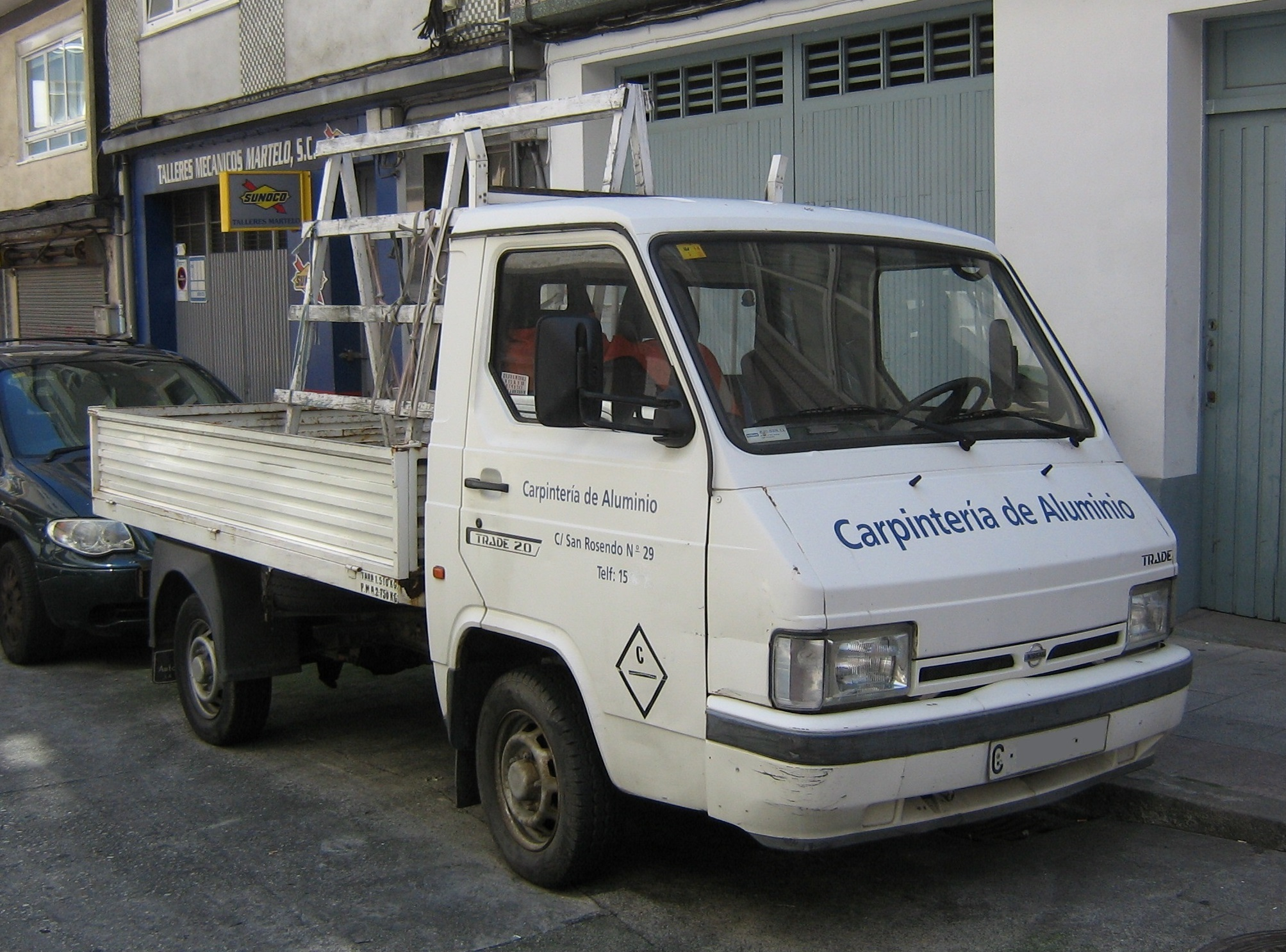
Un Nissan Trade chasis-cabina carrozado como una camioneta.
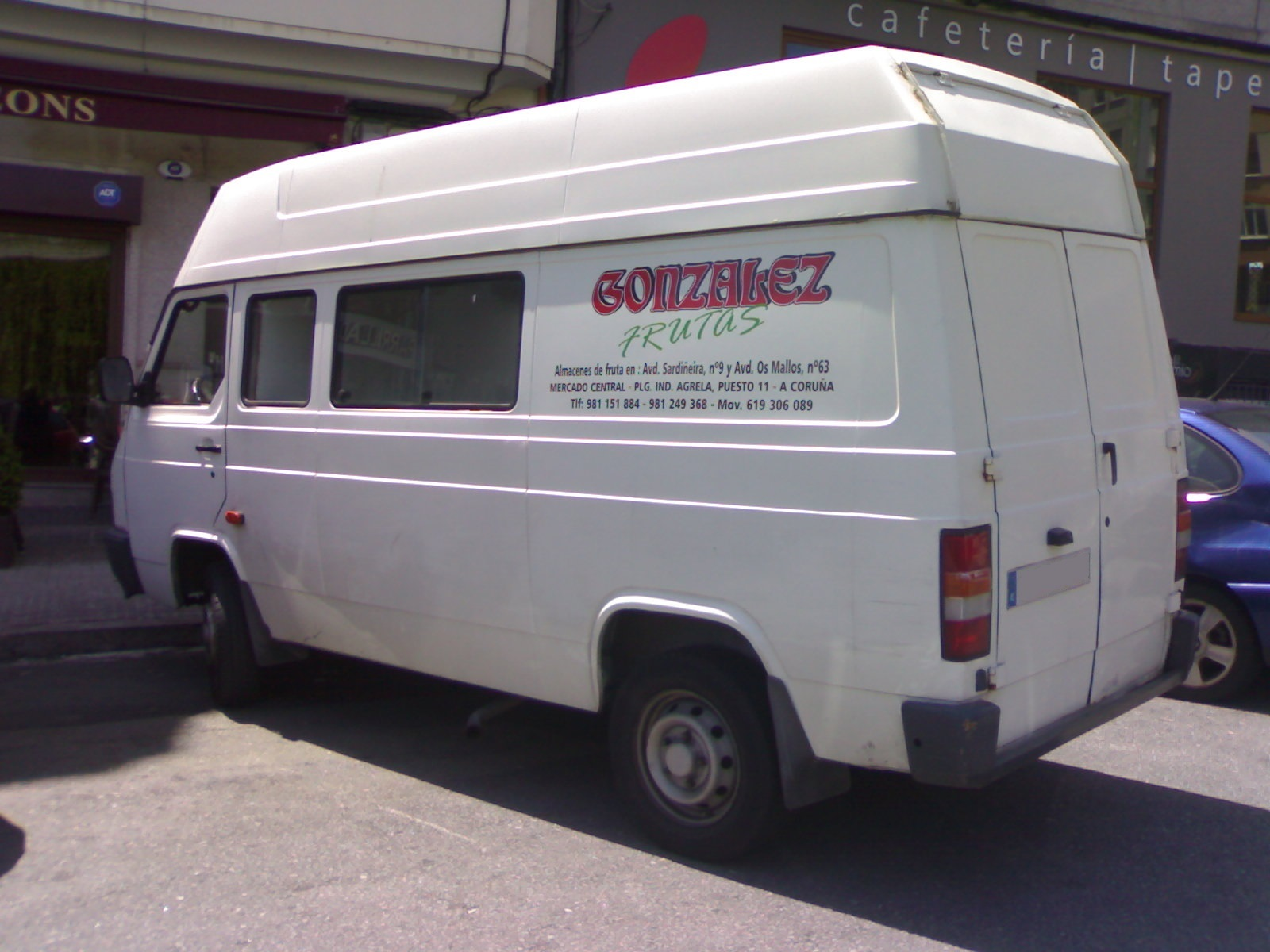
Furgoneta Nissan Trade Largo.
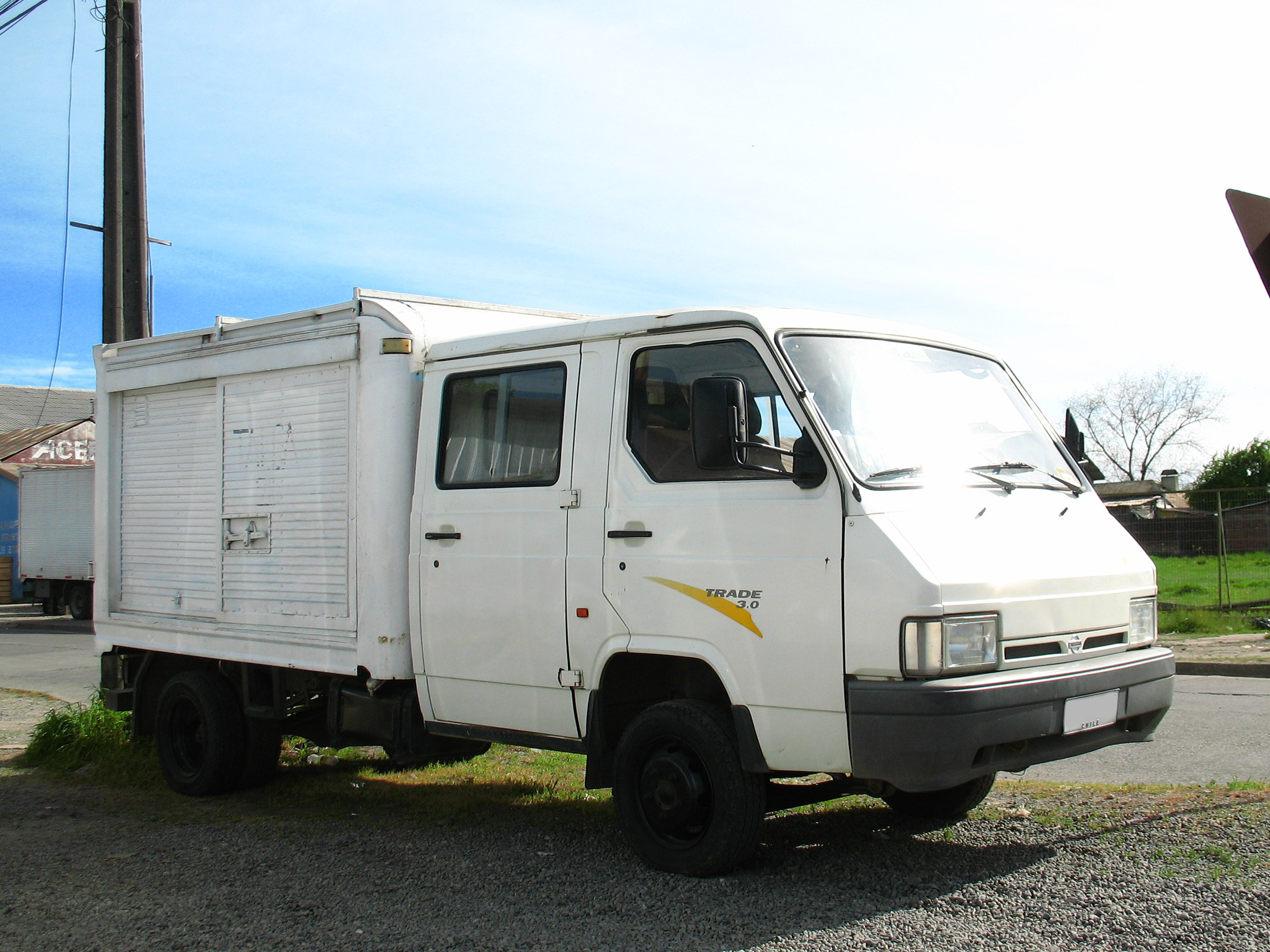
Nissan Trade en versión chasis-cabina doble.
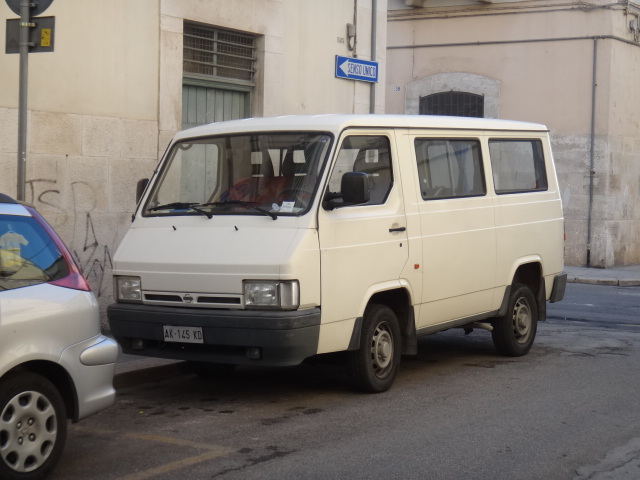
Nissan Trade Combi (versión mixta para pasajeros y cargas).

## Motores

### Ebro
- F260 y F275: Perkins 4.108 diesel de cuatro cilindros en línea y 47 CV.[4]
- F350: Perkins 4.165 de 65,5 CV con inyección indirecta.

### Nissan
- Nissan 2.0 diésel de 60 CV.
- Nissan 2.3 diésel de 70 CV y 4 cilindros en línea.
- Nissan A4.28 2.8 L diésel de 75 CV y 4 cilindros en línea.
- Nissan A4.28T 2.8 L diésel con turbocompresor de 86 CV y 4 cilindros en línea.
- Nissan BD30 3.0 L diésel con inyección directa de 98 CV y 4 cilindros en línea.
- Nissan BD30T 3.0 L de 110 CV con turbocompresor, intercooler e inyección directa.